# Plážový fotbal na Asijských plážových hrách 2010
Turnaj plážového fotbalu na Asijských plážových hrách 2010 byl 2. ročníkem Plážového fotbalu na Asijských plážových hrách, který se konal v Ománu v hlavním měste Maskat, v období od 8. prosince do 16. prosince 2010. Účastnilo se ho 16 týmů, které byly rozděleny do 4 skupin po 4 týmech. Ze skupiny postoupily do vyřazovací fáze první a druhý celek. Titul získaly Spojené arabské emiráty, který porazil ve finále Omán 3:2 na penalty.

## Stadion
Mistrovství se odehrálo na jednom stadionu v jednom hostitelském městě: Al-Musannah Sports City (Maskat).
| Maskat                  |
| ----------------------- |
| Al-Musannah Sports City |
| Maskat Maskat, Omán     |

## Zápasy

### Skupinová fáze
| Vysvětlivky                                           |
| ----------------------------------------------------- |
| Týmy na prvních dvou místech postupují do čtvrtfinále |
| Vítěz zápasu je tučně zvýrazněn                       |

Čas každého zápasu je uveden v lokálním čase. 

#### Skupina A
| Tým                     | Z | V | R | P | VG | IG | +/− | B |
| ----------------------- | - | - | - | - | -- | -- | --- | - |
| Spojené arabské emiráty | 3 | 2 | 1 | 0 | 14 | 8  | +6  | 7 |
| Jemen                   | 3 | 2 | 0 | 1 | 16 | 14 | +2  | 6 |
| Uzbekistán              | 3 | 1 | 0 | 2 | 12 | 12 | 0   | 3 |
| Katar                   | 3 | 0 | 0 | 3 | 7  | 15 | −8  | 0 |

| 9. prosince 2010 15:00                                              |       |                                              |                                                             |
| Uzbekistán                                                          | 5 : 3 | Katar                                        | Al-Musannah Sports City, Maskat rozhodčí: Waleed Ali Yousef |
| Otabek Narzullaev 15', 19', 28' Furkat Azizov 20' Javlon Anorov 33' |       | Abdulla Al-Ishaq 7', 24' Zamel Al-Kuwari 30' | Al-Musannah Sports City, Maskat rozhodčí: Waleed Ali Yousef |

| 9. prosince 2010 17:30                              |       | |                                                           |
| Jemen                                               | 4 : 7 | Spojené arabské emiráty                                                                                             | Al-Musannah Sports City, Maskat rozhodčí: Turki Al-Salehi |
| Omar Saeed 4' Gamal Saeed 13' Fadhl Naseer 30', 33' |       | Ali Hassan Karim 1', 30' Qambar Sadeqi 10' Adel Ranjabar 16' Mohamed Bashir 22' Rashid Ahmed Hassan 21', 33' (pen.) | Al-Musannah Sports City, Maskat rozhodčí: Turki Al-Salehi |

| 11. prosince 2010 15:00                                                    |       |                                                                                                |                                                              |
| Uzbekistán                                                                 | 4 : 6 | Jemen                                                                                          | Al-Musannah Sports City, Maskat rozhodčí: Abdulaziz Abdullah |
| Otabek Narzullaev 6' Farkhod Mirakhmedov 12' (pen.), 18' Furkat Azizov 36' |       | Omar Saeed 8' Saleh Al-Tsasli 11' Mamon Mohammed 13' Amr Haidarah 16' Mohammed Naseer 18', 27' | Al-Musannah Sports City, Maskat rozhodčí: Abdulaziz Abdullah |

| 11. prosince 2010 17:30                                                             |       |                     |                                                         |
| Spojené arabské emiráty                                                             | 4 : 1 | Katar               | Al-Musannah Sports City, Maskat rozhodčí: Moon Yong-bae |
| Humaid Al-Balooshi 3' Ali Hassan Karim 6' Ibrahim Al-Balooshi 16' Adel Ranjabar 25' |       | Abdulla Al-Ishaq 2' | Al-Musannah Sports City, Maskat rozhodčí: Moon Yong-bae |

| 13. prosince 2010 15:00                         |       |                                                                                    |                                                           |
| Katar                                           | 3 : 6 | Jemen                                                                              | Al-Musannah Sports City, Maskat rozhodčí: Turki Al-Salehi |
| Abdulla Al-Ishaq 5', 34' Mohamed Al-Mazroai 12' |       | Gamal Saeed 16' Mohammed Naseer 20', 22' Saleh Al-Tsasli 26' Fadhl Naseer 29', 30' | Al-Musannah Sports City, Maskat rozhodčí: Turki Al-Salehi |

| 13. prosince 2010 17:30                                |       |                                              |                                                              |
| Spojené arabské emiráty                                | 3 : 3 | Uzbekistán                                   | Al-Musannah Sports City, Maskat rozhodčí: Abdulaziz Abdullah |
| Adel Ranjabar 3' Rashid Ahmed Hassan 27' Ali Kozad 36' |       | Furkat Azizov 13', 14' Otabek Narzullaev 24' | Al-Musannah Sports City, Maskat rozhodčí: Abdulaziz Abdullah |

|                                 |       | Penaltový rozstřel                |  |
| Ali Hassan Karim Mohamed Bashir | 1 : 0 | Farkhod Mirakhmedov Javlon Anorov |  |

#### Skupina B
| Tým       | Z | V | R | P | VG | IG | +/− | B |
| --------- | - | - | - | - | -- | -- | --- | - |
| Omán      | 3 | 3 | 0 | 0 | 22 | 10 | +12 | 9 |
| Sýrie     | 3 | 2 | 0 | 1 | 13 | 12 | +1  | 6 |
| Indonésie | 3 | 1 | 0 | 2 | 9  | 15 | −6  | 3 |
| Kuvajt    | 3 | 0 | 0 | 3 | 11 | 18 | −7  | 0 |

Podle oficiálních stránek her se kuvajtští sportovci zúčastnili her pod olympijskou vlajkou, protože Kuvajtský olympijský výbor byl pozastaven v lednu 2010 kvůli politickému vměšování.
| 9. prosince 2010 16:15                                                                  |       |                                                |                                                                |
| Indonésie                                                                               | 5 : 2 | Kuvajt                                         | Al-Musannah Sports City, Maskat rozhodčí: Farshid Haghighatjoo |
| Gede Darmasuta 8' Wayan Metrajaya 12', 20' Dewa Kadek Dwipayudha 29' Juli Parimawan 36' |       | Omar Al-Jaser 16' Ahmad Al-Buloushi 33' (pen.) | Al-Musannah Sports City, Maskat rozhodčí: Farshid Haghighatjoo |

| 9. prosince 2010 18:45  |       | |                                                          |
| Sýrie                   | 2 : 7 | Omán | Al-Musannah Sports City, Maskat rozhodčí: Tasuku Onodera |
| Al-Said Biazid 19', 20' |       | Jalal Al-Sinani 2', 8' Ishaq Al-Qassmi 6' Faisal Al-Balushi 9', 18' Yahya Al-Araimi 10' Hani Al-Dhabit 29' | Al-Musannah Sports City, Maskat rozhodčí: Tasuku Onodera |

| 11. prosince 2010 16:15 |       |                                               |                                                             |
| Indonésie               | 0 : 4 | Sýrie                                         | Al-Musannah Sports City, Maskat rozhodčí: Bakhtiyor Namazov |
|                         |       | Al-Said Biazid 12', 29', 32' Mged Chlhoum 21' | Al-Musannah Sports City, Maskat rozhodčí: Bakhtiyor Namazov |

| 11. prosince 2010 18:45                                                                                               |       |                                                                   |                                                              |
| Omán | 6 : 4 | Kuvajt                                                            | Al-Musannah Sports City, Maskat rozhodčí: Suhaimi Mat Hassan |
| Jalal Al-Sinani 7', 23' (pen.) Hani Al-Dhabit 7' Yahya Al-Araimi 10' Faisal Al-Balushi 18' (pen.) Yaqoob Al-Alawi 19' |       | Mubarak Al-Subaie 17' Abdulaziz Al-Eid 20' Omar Al-Jaser 23', 35' | Al-Musannah Sports City, Maskat rozhodčí: Suhaimi Mat Hassan |

| 13. prosince 2010 16:15                                                                      |       |                                                                       |                                                            |
| Kuvajt                                                                                       | 5 : 7 | Sýrie                                                                 | Al-Musannah Sports City, Maskat rozhodčí: Chaireag Ngamsom |
| Mubarak Al-Subaie 9' Omar Al-Jaser 17', 36' Omar Al-Najjar 24' (vl.) Abdulwahhab Al-Safi 31' |       | Ali Sleman 5', 23' Al-Said Biazid 8', 16' Hussam Kbaili 15', 27', 28' | Al-Musannah Sports City, Maskat rozhodčí: Chaireag Ngamsom |

| 13. prosince 2010 18:45 |       |                                                                                     |                                                             |
| Omán | 9 : 4 | Indonésie                                                                           | Al-Musannah Sports City, Maskat rozhodčí: Waleed Ali Yousef |
| Yahya Al-Araimi 1' Jalal Al-Sinani 5', 25' Yaqoob Al-Alawi 7', 24' Ishaq Al-Qassmi 15', 31' Hani Al-Dhabit 16' Faisal Al-Balushi 25' |       | Gede Darmasuta 9' Nasser Zayid 12' (vl.) Putu Edy Sandi Putra 24' Nyoman Jumada 30' | Al-Musannah Sports City, Maskat rozhodčí: Waleed Ali Yousef |

#### Skupina C
| Tým      | Z | V | R | P | VG | IG | +/− | B |
| -------- | - | - | - | - | -- | -- | --- | - |
| Írán     | 3 | 3 | 0 | 0 | 25 | 7  | +18 | 9 |
| Japonsko | 3 | 2 | 0 | 1 | 12 | 5  | +7  | 6 |
| Libanon  | 3 | 2 | 0 | 1 | 12 | 16 | −4  | 6 |
| Thajsko  | 3 | 0 | 0 | 3 | 8  | 29 | −21 | 0 |

| 8. prosince 2010 9:00                                                                               |       |                                        |                                                               |
| Japonsko                                                                                            | 8 : 2 | Thajsko                                | Al-Musannah Sports City, Maskat rozhodčí: Ebrahim Al-Mansoori |
| Auttapon Saetiaw 2' (vl.) Takasuke Goto 8', 10', 24', 33' (pen.) Takeshi Kawaharazuka 11', 18', 27' |       | Chana Sonwist 17' Auttapon Saetiaw 35' | Al-Musannah Sports City, Maskat rozhodčí: Ebrahim Al-Mansoori |

| 8. prosince 2010 11:30                                     |       | |                                                              |
| Libanon                                                    | 4 : 9 | Írán | Al-Musannah Sports City, Maskat rozhodčí: Abdullah Al-Rashdi |
| Mohamad Merhi 6' (pen.), 7', 20' (pen.) Haitham Fattal 26' |       | Mohammad Ahmadzadeh 6', 11', 14', 22' Farid Boloukbashi 15' Hassan Abdollahi 16', 36' Mehran Morshedizadeh 19', 28' | Al-Musannah Sports City, Maskat rozhodčí: Abdullah Al-Rashdi |

| 10. prosince 2010 15:00                                     |       |                    |                                                         |
| Japonsko                                                    | 3 : 1 | Libanon            | Al-Musannah Sports City, Maskat rozhodčí: Mohammad Essa |
| Masahito Toma 1' Takeshi Kawaharazuka 18' Tomoya Uehara 32' |       | Haitham Fattal 31' | Al-Musannah Sports City, Maskat rozhodčí: Mohammad Essa |

| 10. prosince 2010 17:30 |        |                                      |                                                 |
| Írán | 14 : 2 | Thajsko                              | Al-Musannah Sports City, Maskat rozhodčí: Li Ke |
| Ali Naderi 2', 12', 19', 25' Hassan Abdollahi 5' Mohammad Ahmadzadeh 14', 21', 29', 36' Moslem Mesigar 15' Hamid Reza Zareei 21' (pen.) Farid Boloukbashi 22', 30' Farough Dara 31' |        | Pratan Mansiri 11' Chana Sonwist 32' | Al-Musannah Sports City, Maskat rozhodčí: Li Ke |

| 12. prosince 2010 15:00                         |       |                                                                                      |                                                         |
| Thajsko                                         | 4 : 7 | Libanon                                                                              | Al-Musannah Sports City, Maskat rozhodčí: Moon Yong-bae |
| Chana Sonwist 5', 20', 31' Auttapon Saetiaw 19' |       | Haitham Fattal 11', 32', 34' Mohamad Merhi 11', 29' (pen.) Moustafa Al-Zein 16', 36' | Al-Musannah Sports City, Maskat rozhodčí: Moon Yong-bae |

| 12. prosince 2010 17:30                    |       |                   |                                                             |
| Írán                                       | 2 : 1 | Japonsko          | Al-Musannah Sports City, Maskat rozhodčí: Bakhtiyor Namazov |
| Hassan Abdollahi 18' Farid Boloukbashi 33' |       | Tomoya Uehara 35' | Al-Musannah Sports City, Maskat rozhodčí: Bakhtiyor Namazov |

#### Skupina D
| Tým       | Z | V | R | P | VG | IG | +/− | B |
| --------- | - | - | - | - | -- | -- | --- | - |
| Čína      | 3 | 3 | 0 | 0 | 12 | 7  | +5  | 9 |
| Bahrajn   | 3 | 1 | 1 | 1 | 8  | 6  | +2  | 4 |
| Palestina | 3 | 1 | 0 | 2 | 11 | 10 | +1  | 3 |
| Vietnam   | 3 | 0 | 0 | 3 | 9  | 17 | −8  | 0 |

| 8. prosince 2010 10:15                                              |       |                                         |                                                          |
| Čína                                                                | 5 : 2 | Vietnam                                 | Al-Musannah Sports City, Maskat rozhodčí: Tasuku Onodera |
| Wan Chao 10' (pen.), 32' Lu Changhai 11' Gui Qixuan 21' Wang Qi 24' |       | Trần Hữu Phúc 33' Bùi Trần Tuấn Anh 36' | Al-Musannah Sports City, Maskat rozhodčí: Tasuku Onodera |

| 8. prosince 2010 12:45 |       |                                       |                                                                |
| Palestina              | 0 : 2 | Bahrajn                               | Al-Musannah Sports City, Maskat rozhodčí: Farshid Haghighatjoo |
|                        |       | Jasim Al-Doseri 26' Ayoob Mubarak 32' | Al-Musannah Sports City, Maskat rozhodčí: Farshid Haghighatjoo |

| 10. prosince 2010 16:15                                        |       |                                                   |                                                               |
| Čína                                                           | 5 : 4 | Palestina                                         | Al-Musannah Sports City, Maskat rozhodčí: Ramin Haghighizadeh |
| Yilihanmu Aihaiti 9', 10' Han Yingnan 17', 28' Han Xuegeng 19' |       | Hamada Shbair 16', 32' (pen.), 34' Sami Salim 19' | Al-Musannah Sports City, Maskat rozhodčí: Ramin Haghighizadeh |

| 10. prosince 2010 18:45                                                           |               |                                                                        |                                                              |
| Bahrajn                                                                           | 5 : 4 (prod.) | Vietnam                                                                | Al-Musannah Sports City, Maskat rozhodčí: Suhaimi Mat Hassan |
| Thani Al-Doseri 1' Jasim Al-Doseri 8' Husain Al-Doseri 11', 15' Ayoob Mubarak 38' |               | Bùi Trần Tuấn Anh 6', 19' Trần Hữu Phúc 14' (pen.) Nguyễn Xuân Huy 35' | Al-Musannah Sports City, Maskat rozhodčí: Suhaimi Mat Hassan |

| 12. prosince 2010 16:15                               |       |                                                                       |                                                                |
| Vietnam                                               | 3 : 7 | Palestina                                                             | Al-Musannah Sports City, Maskat rozhodčí: Farshid Haghighatjoo |
| Bùi Trần Tuấn Anh 3' Đỗ Văn Nam 24' Trần Hữu Phúc 36' |       | Hamada Shbair 1', 2', 11' (pen.), 17', 18' 36' Mohanad Al-Tahrawi 22' | Al-Musannah Sports City, Maskat rozhodčí: Farshid Haghighatjoo |

| 12. prosince 2010 18:45 |       |                                     |                                                          |
| Bahrajn                 | 1 : 2 | Čína                                | Al-Musannah Sports City, Maskat rozhodčí: Tasuku Onodera |
| Sadeq Marhoon 27'       |       | Wan Chao 12' Han Xuegeng 25' (pen.) | Al-Musannah Sports City, Maskat rozhodčí: Tasuku Onodera |

## Vyřazovací fáze
|  | Čtvrtfinále                    | Čtvrtfinále                |                                |       | Semifinále  | Semifinále  |  |  | Finále                     | Finále |
|  |                                |                            |                                |       |             |             |  |  |                            |        |
|  | 14. prosince 2010 - Maskat     |                            |                                |       |             |             |  |  |                            |        |
|  |                                |                            |                                |       |             |             |  |  |                            |        |
|  | Čína                           | 6                          |                                |       |             |             |  |  |                            |        |
|  | Čína                           | 6                          | 15. prosince 2010 - Maskat     |       |             |             |  |  |                            |        |
|  | Sýrie                          | 5                          |                                |       |             |             |  |  |                            |        |
|  | Sýrie                          | 5                          | Čína                           | 1     |             |             |  |  |                            |        |
|  | 14. prosince 2010 - Maskat     |                            | Čína                           | 1     |             |             |  |  |                            |        |
|  |                                | Spojené arabské emiráty    | 5                              |       |             |             |  |  |                            |        |
|  | Spojené arabské emiráty (pen.) | Spojené arabské emiráty    | 5                              | 2 (2) |             |             |  |  |                            |        |
|  | Spojené arabské emiráty (pen.) |                            | 16. prosince 2010 - Maskat     | 2 (2) |             |             |  |  |                            |        |
|  | Japonsko                       | 2 (1)                      |                                |       |             |             |  |  |                            |        |
|  | Japonsko                       | 2 (1)                      | Spojené arabské emiráty (pen.) | 2 (1) |             |             |  |  |                            |        |
|  | 14. prosince 2010 - Maskat     |                            | Spojené arabské emiráty (pen.) | 2 (1) |             |             |  |  |                            |        |
|  |                                | Omán                       | 2 (0)                          |       |             |             |  |  |                            |        |
|  | Írán                           | Omán                       | 2 (0)                          | 8     |             |             |  |  |                            |        |
|  | Írán                           | 15. prosince 2010 - Maskat |                                | 8     |             |             |  |  |                            |        |
|  | Jemen                          | 3                          |                                |       |             |             |  |  |                            |        |
|  | Jemen                          | 3                          | Írán                           | 1     | Třetí místo | Třetí místo |  |  |                            |        |
|  | 14. prosince 2010 - Maskat     |                            | Írán                           | 1     | Třetí místo | Třetí místo |  |  |                            |        |
|  |                                | Omán                       | 4                              |       |             |             |  |  |                            |        |
|  | Omán                           | Omán                       | 4                              | 6     | Čína        | 1           |  |  |                            |        |
|  | Omán                           |                            |                                | 6     | Čína        | 1           |  |  |                            |        |
|  | Bahrajn                        | 1                          |                                | Írán  | 6           |             |  |  |                            |        |
|  | Bahrajn                        | 1                          |                                |       | 6           |             |  |  |                            |        |
|  |                                |                            |                                |       |             |             |  |  | 16. prosince 2010 - Maskat |        |
|  |                                |                            |                                |       |             |             |  |  |                            |        |

#### Čtvrtfinále
| 14. prosince 2010 15:00                                                           |       |                                                                      |                                                               |
| Čína                                                                              | 6 : 5 | Sýrie                                                                | Al-Musannah Sports City, Maskat rozhodčí: Ramin Haghighizadeh |
| Tuluxun Maimaiti 10' Han Xuegeng 17', 33' Wan Chao 17' Qiu Hao 24' Gui Qixuan 34' |       | Omar Akil 4' Hussam Kbaili 5' Al-Said Biazid 14', 28' Ali Sleman 24' | Al-Musannah Sports City, Maskat rozhodčí: Ramin Haghighizadeh |

| 14. prosince 2010 16:15 |       |                                        |                                                             |
| Írán | 8 : 3 | Jemen                                  | Al-Musannah Sports City, Maskat rozhodčí: Waleed Ali Yousef |
| Moslem Mesigar 8' Ali Naderi 8', 10', 33' Mohammad Ahmadzadeh 13' Mehran Morshedizadeh 14' (pen.) Hassan Abdollahi 31', 32' |       | Omar Saeed 8', 18' Mohammed Naseer 24' | Al-Musannah Sports City, Maskat rozhodčí: Waleed Ali Yousef |

| 14. prosince 2010 17:30                |       |                                            |                                                              |
| Spojené arabské emiráty                | 2 : 2 | Japonsko                                   | Al-Musannah Sports City, Maskat rozhodčí: Suhaimi Mat Hassan |
| Qambar Sadeqi 10' Ali Hassan Karim 14' |       | Takeshi Kawaharazuka 32' Takasuke Goto 34' | Al-Musannah Sports City, Maskat rozhodčí: Suhaimi Mat Hassan |

|                                 |       | Penaltový rozstřel          |  |
| Mohamed Bashir Ali Hassan Karim | 2 : 1 | Shinji Makino Tomoya Uehara |  |

| 14. prosince 2010 18:45                                                 |       |                   |                                                          |
| Omán                                                                    | 6 : 1 | Bahrajn           | Al-Musannah Sports City, Maskat rozhodčí: Tasuku Onodera |
| Ishaq Al-Qassmi 1', 8', 36' Faisal Al-Balushi 15', 18' Nasser Zayid 20' |       | Sadeq Marhoon 10' | Al-Musannah Sports City, Maskat rozhodčí: Tasuku Onodera |

#### Semifinále
| 15. prosince 2010 17:30 |       |                                                                        |                                                                |
| Čína                    | 1 : 5 | Spojené arabské emiráty                                                | Al-Musannah Sports City, Maskat rozhodčí: Farshid Haghighatjoo |
| Qiu Hao 2'              |       | Ali Hassan Karim 1' Rashid Ahmed Hassan 2', 26' Qambar Sadeqi 20', 36' | Al-Musannah Sports City, Maskat rozhodčí: Farshid Haghighatjoo |

| 15. prosince 2010 18:45 |       |                                                                |                                                               |
| Írán                    | 1 : 4 | Omán                                                           | Al-Musannah Sports City, Maskat rozhodčí: Ebrahim Al-Mansoori |
| Hassan Abdollahi 36'    |       | Yahya Al-Araimi 6', 36' Yaqoob Al-Alawi 15' Hani Al-Dhabit 29' | Al-Musannah Sports City, Maskat rozhodčí: Ebrahim Al-Mansoori |

#### O 3. místo
| 16. prosince 2010 13:45 |       | |                                                              |
| Čína                    | 1 : 6 | Írán                                                                                                  | Al-Musannah Sports City, Maskat rozhodčí: Abdullah Al-Rashdi |
| Wang Qi 5'              |       | Ali Naderi 5', 18' Hassan Abdollahi 7' Mehdi Bahrololoum 19' Farid Boloukbashi 22' Moslem Mesigar 26' | Al-Musannah Sports City, Maskat rozhodčí: Abdullah Al-Rashdi |

#### Finále
| 16. prosince 2010 15:00                      |       |                                         |                                                          |
| Spojené arabské emiráty                      | 2 : 2 | Omán                                    | Al-Musannah Sports City, Maskat rozhodčí: Tasuku Onodera |
| Ali Hassan Karim 18' Rashid Ahmed Hassan 27' |       | Yaqoob Al-Alawi 11' Yahya Al-Araimi 14' | Al-Musannah Sports City, Maskat rozhodčí: Tasuku Onodera |

|                  |       | Penaltový rozstřel |  |
| Ali Hassan Karim | 1 : 0 | Yahya Al-Araimi    |  |